# Azerithonica
Genre
Azerithonica est un genre d'araignées aranéomorphes de la famille des Agelenidae.

## Distribution
Les espèces de ce genre se rencontrent en Iran et en Azerbaïdjan.

## Liste des espèces
Selon World Spider Catalog (version 20.0, 10/07/2019) :
- Azerithonica hyrcanica Guseinov, Marusik & Koponen, 2005
- Azerithonica sagartia Zamani & Marusik, 2019

## Publication originale
- Guseinov, Marusik & Koponen, 2005 : Spiders (Arachnida: Aranei) of Azerbaijan 5. Faunistic review of the funnel-web spiders (Agelenidae) with the description of a new genus and species. Arthropoda Selecta, vol. 14, no 2, p. 153-177 (texte intégral).